# Ferdinand Mackeldey

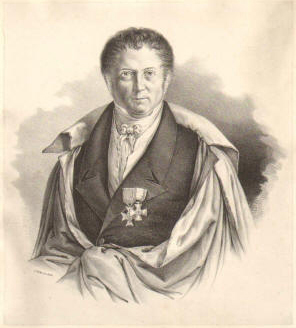
Ferdinand Mackeldey

Ferdinand Mackeldey (* 5. November 1784 in Braunschweig; † 20. Oktober 1834 in Bonn) war ein deutscher Jurist und Hochschullehrer der Universitäten Helmstedt, Marburg und Bonn.

## Leben
Ferdinand Mackeldey war Sohn des Herzoglich Braunschweigischen Stallmeisters Johann Wolfgang Mackeldey († 1810) und dessen Frau Elisabeth, geborene Hundeiker, Schwester des Herzoglich Braunschweigischen Schulrats Johann Peter Hundeiker. Nach der Versetzung des Vaters als Universitätsstallmeister an die Universität Helmstedt besuchte Ferdinand ab 1793 das dortige Gymnasium und ab 1800 das Collegium Carolinum in Braunschweig. Im Jahr 1802 immatrikulierte er sich an der Universität Helmstedt und wurde dort am 19. Mai 1806 zum Doktor der Rechtswissenschaften promoviert. Mackeldey trat als Auditor in das Spruchkollegium der Universität ein, ließ sich als Advokat nieder und habilitierte sich 1807 als Privatdozent.
Nachdem Mackeldey am 7. November 1807, ohne damals erkennbare Ursachen, sein Gehör dauerhaft verlor, legte er seine Advokatur nieder und konzentrierte sich auf seine Tätigkeit als Rechtswissenschaftler und Hochschullehrer. Im Jahr 1808 wurde er zum außerordentlichen Professor ernannt und 1810, nach der Schließung der Universität Helmstedt, an die Universität Marburg versetzt, wo 1811 seine Ernennung zum ordentlichen Professor erfolgte.
Im Herbst 1818 erhielt Mackeldey einen Ruf der neugegründeten Universität Bonn als Professor für römisches Recht. Das Lehramt in Bonn trat er zum Sommersemester 1819 an.
Seine Vorlesungen wurden als klar und lebendig beschrieben und trotz seiner Taubheit soll es ihm gelungen sein, seiner Stimme die erforderliche Modulation zu geben. Dagegen schildert der Politiker, Jurist und Schriftsteller Jodocus Temme, dass in Mackeldeys Vorlesungen „tumultuarischer Unfug und Spott“, den sich ein Teil der Zuhörer mit seiner Taubheit erlaubte, an der Tagesordnung waren.
Die preußische Regierung verlieh Mackeldey 1824 den Titel Geheimer Justizrat und 1828 den Roten Adlerorden 3. Klasse. Dennoch führten Kollegen der Fakultät massive Beschwerde über die Qualität seiner wissenschaftlichen Arbeiten. Nach deutlichen Auseinandersetzungen im Kollegenkreis trat Mackeldey 1828 als Ordinarius des Spruchkollegiums der Universität zurück, um sich ausschließlich auf die Aufgaben der Lehre zu beschränken.
Von Krankheit gezeichnet, ließ er sich zu seinen letzten Vorlesungen in den Hörsaal tragen. Ferdinand Mackeldey starb mittellos im Oktober 1834.

## Familie
Er war seit dem 16. Mai 1816 mit Mathilde von Wedel Tochter des Generals Karl Alexander von Wedel verheiratet. Sein jüngerer Bruder Friedrich Mackeldey war Richter und Minister im Kurfürstentum Hessen.

## Werke (Auswahl)
- Dissertationes inauguralis quatenus Actio de recepto contra aurigas et curatores mercium seu speditores competat sectio prima De actione de recepto contra aurigas generatim admittenda. 1806. (Digitalisat)
- Erörterung der Frage, ob bei den Protestanten eine ohne Einwilligung der Eltern vollzogene Ehe nichtig sei. Helmstedt 1806.
- Theorie der Erbfolgeordnung nach Napoleons Gesetzbuche. 1811 (archive.org).
- Lehrbuch der Institutionen des heutigen Römischen Privatrechts. Heyer, Gießen 1814.  (Digitalisat)
- Lehrbuch des heutigen Römischen Rechts. 2 Bände. 1818. (Digitalisat Band 1, 8. Aufl. 1829), (Band 2, 1829)